# Aubigny (Seine-et-Marne)

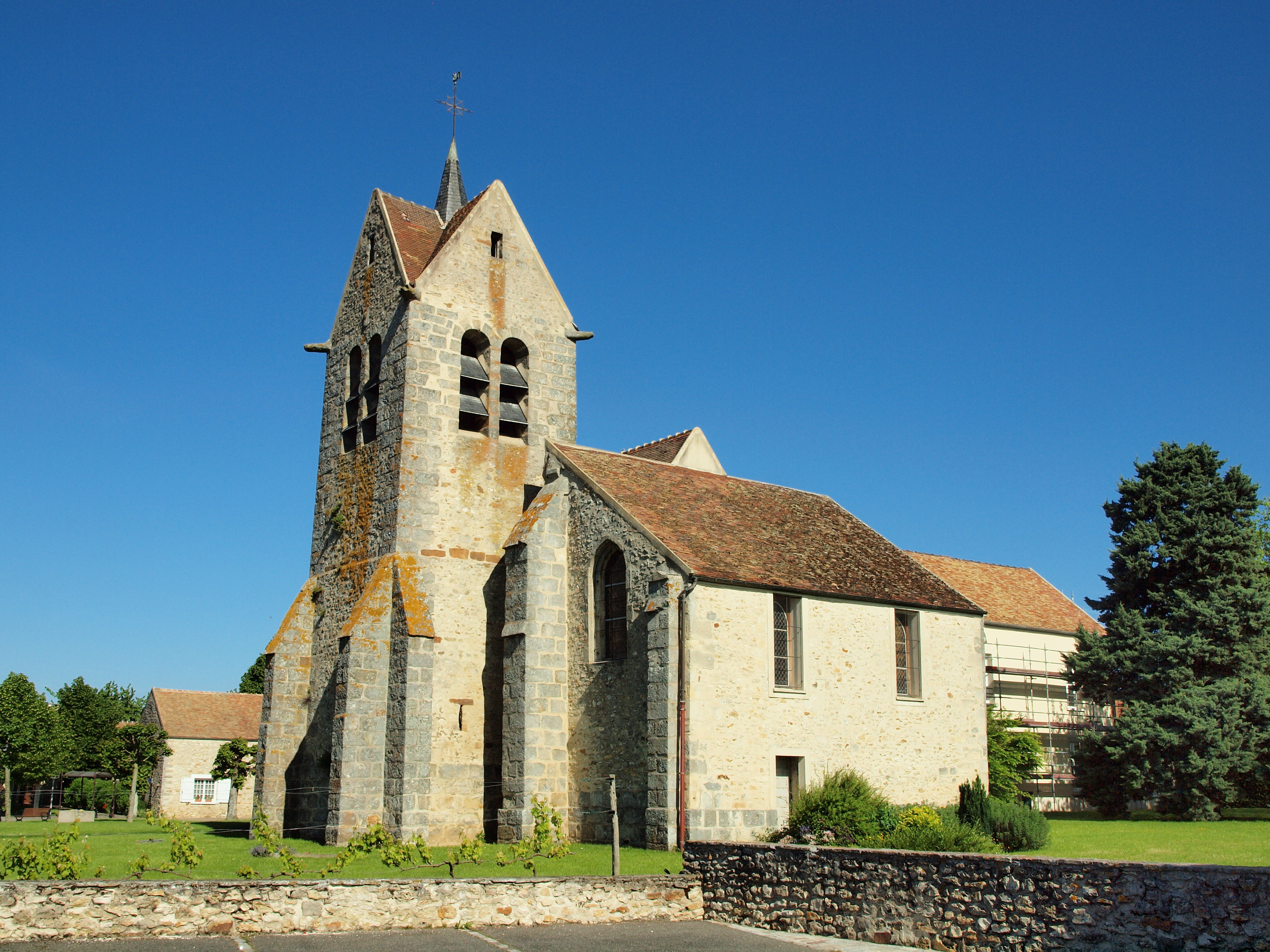
Kirche Notre-Dame in Aubigny

Aubigny ist ein Ortsteil der französischen Gemeinde Montereau-sur-le-Jard im Département Seine-et-Marne in der Region Île-de-France. Aubigny befindet sich circa einen Kilometer nordwestlich vom Ort Montereau-sur-le-Jard.

## Geschichte
Abigny wird erstmals im Jahr 1053 in einer Urkunde genannt. Die Pfarrei existierte bereits im 13. Jahrhundert.
Aubigny war bis zum Zusammenschluss mit Montereau-sur-le-Jard im Jahr 1842 eine selbständige Gemeinde.

## Sehenswürdigkeiten
- Kirche Notre-Dame, erbaut ab dem 12. Jahrhundert